# América Futebol Clube (SP)
|  | Aquest article tracta sobre el club de futbol de la ciutat de São José do Rio Preto . Vegeu-ne altres significats a «América Futebol Clube». |

El América Futebol Clube, sovint anomenat América-SP, és un club de futbol del Brasil de la ciutat de São José do Rio Preto a l'estat de São Paulo.

## Història
Va ser fundat el 28 de gener de 1946 per Antônio Tavares Pereira Lima, Vitor Buongermino i 53 esportistes de la ciutat. El club fou anomenat América Futebol Clube, davant dels altres noms proposats que eren Dínamo i Flamengo.

## Palmarès
- Segona divisió del Campionat paulista (3):
  - 1957, 1963, 1999
- Copa São Paulo de Juniores (1):
  - 2006